# Інцидент поблизу Горажде
Інцидент поблизу Горажде (англ. Goražde air strikes) стався у квітні 1994 року, коли в ході операції «Денай флайт» авіація НАТО безуспішно спробувала зупинити наступ сербських військ.

## Хід подій
10 квітня два американські винищувачі F-16 атакували форпост Армії Республіки Сербської поблизу Горажде. Це був перший випадок в історії НАТО, коли НАТО атакувало наземні цілі з авіації. Після нападу АРС на певний час змушена була зупинити операцію. 14 квітня сербські війська взяли в заручники 150 співробітників ООН. Незважаючи на погіршення ситуації через удари НАТО, АРС продовжує просуватися, в Горажде починаються міські бої. Особливо бойовий дух сербів піднявся після збиття двох літаків НАТО. Спочатку 15 квітня був збитий французький літак, який виконував розвідку, а наступного дня - британський Sea Harrier. Літаки були збиті російською ракетою SAM-7. 16 квітня двоє британських бійців СПС на землі потрапили під сербський обстріл. Один із них був убитий, інший поранений.

## Наслідки
Операцію авіації НАТО зупинити не вдалося, і за три дні АРС вдалося прорвати лінію оборони АрБіГ та захопити важливі висоти навколо Горажде, а 18 квітня сербські війська зупинили наступ.